# Olivier Dussopt
Olivier Dussopt (Annonay, 16 agosto 1978) è un politico francese, ministro del lavoro, dell'impiego e dell'integrazione nel governo di Élisabeth Borne dal 2022 al 2024. In precedenza è stato Ministro dell'Azione e dei Conti pubblici nei governi di Édouard Philippe e Jean Castex dal 2019 al 2022..

## Biografia
Proveniente da una famiglia di Annonay dove vive, ha studiato presso l'Istituto di studi politici di Grenoble e ha conseguito un diploma di specializzazione (DESS) in sviluppo locale e gestione dei territori.
Dopo aver ricoperto vari incarichi di project manager, Olivier Dussopt è stato, dal novembre 2002 al settembre 2006, collaboratore parlamentare di Michel Teston, senatore e presidente del Consiglio Generale dell'Ardèche.
Membro del Partito Socialista (PS) dal 2000, è stato segretario della sezione di Annonay dal maggio 2001 al gennaio 2008. Dal 2001 al 2003 è stato leader federale del Movimento dei Giovani Socialisti in Ardèche. Primo vicesegretario federale dal 2003 al 2007, è stato responsabile del coordinamento, della comunicazione, degli studi e delle elezioni. Vicino alla Nuova Sinistra con Benoît Hamon,,  è membro del Consiglio nazionale del Partito socialista.